# Александрија (Минесота)
Александрија (енгл. Alexandria) град је у америчкој савезној држави Минесота.

## Демографија
По попису из 2010. године број становника је 11.070, што је 2.25 (25,5%) становника више него 2000. године.
| Група             | 2000.         | 2010.          |
| Белци             | 8.595 (97,4%) | 10.564 (95,4%) |
| Афроамериканци    | 37 (0,4%)     | 94 (0,8%)      |
| Азијати           | 50 (0,6%)     | 77 (0,7%)      |
| Хиспаноамериканци | 71 (0,8%)     | 165 (1,5%)     |
| Укупно            | 8.820         | 11.070         |